# Adrian Boult
Adrian Cedric Boult, CH /boʊlt/ (Chester, 8 aprile 1889 – Londra, 24 marzo 1983), è stato un direttore d'orchestra inglese.
Cresciuto in una prospera famiglia mercantile, ha seguito studi musicali in Inghilterra e a Lipsia, in Germania, lavorando presto come direttore d'orchestra a Londra per la Royal Opera House e per la compagnia di balletto di Sergej Pavlovič Djagilev. Il suo primo incarico importante fu come direttore della Orchestra della Città di Birmingham nel 1924. Quando la British Broadcasting Corporation lo nominò direttore musicale nel 1930, fondò la BBC Symphony Orchestra e divenne il suo direttore principale. L'orchestra stabilì gli standard di eccellenza con i quali rivaleggiava in Gran Bretagna solo la London Philharmonic Orchestra (LPO), fondata due anni più tardi.
Costretto a lasciare la BBC nel 1950, al raggiungimento dell'età pensionabile, Boult assunse il capo della Direzione d'Orchestra della LPO. L'orchestra era scesa dal suo picco del 1930, ma sotto la sua guida la sua fortuna tornò a rivivere. Si ritirò come suo direttore principale nel 1957, e in seguito accettò la carica di presidente. Anche se nella seconda parte della sua carriera lavorò con altre orchestre, tra cui la London Symphony Orchestra, la Philharmonia Orchestra, la Royal Philharmonic Orchestra e la sua ex Orchestra, la BBC Symphony, fu la LPO con la quale fu collegato principalmente, la direzione di concerti e registrazioni fino al 1978, in quella che è stata ampiamente chiamata la sua "Indian Summer".
Boult era noto per la sua difesa della musica britannica. Diede la prima esecuzione di I pianeti, del suo amico Gustav Holst e ha introdotto nuove opere, tra gli altri di Bliss, Britten, Delius, Tippett, Vaughan Williams e Walton. Nei suoi anni alla BBC presentò opere di compositori stranieri, tra cui Bartók, Berg, Stravinsky, Schönberg e Webern. Uomo modesto che non amava le luci della ribalta, Boult si sentiva a suo agio sia in studio di registrazione sia sul podio di un concerto, facendo registrazioni per tutta la sua carriera. Dalla metà del 1960 fino al suo ritiro dopo la sua ultima sessione, nel 1978 ha registrato ampiamente per la EMI. Oltre a una serie di registrazioni che sono rimaste nel catalogo per tre o quattro decenni, l'eredità di Boult comprende la sua influenza sui direttori importanti delle generazioni successive, tra cui Colin Davis e Vernon Handley.

## Biografia

### Primi anni

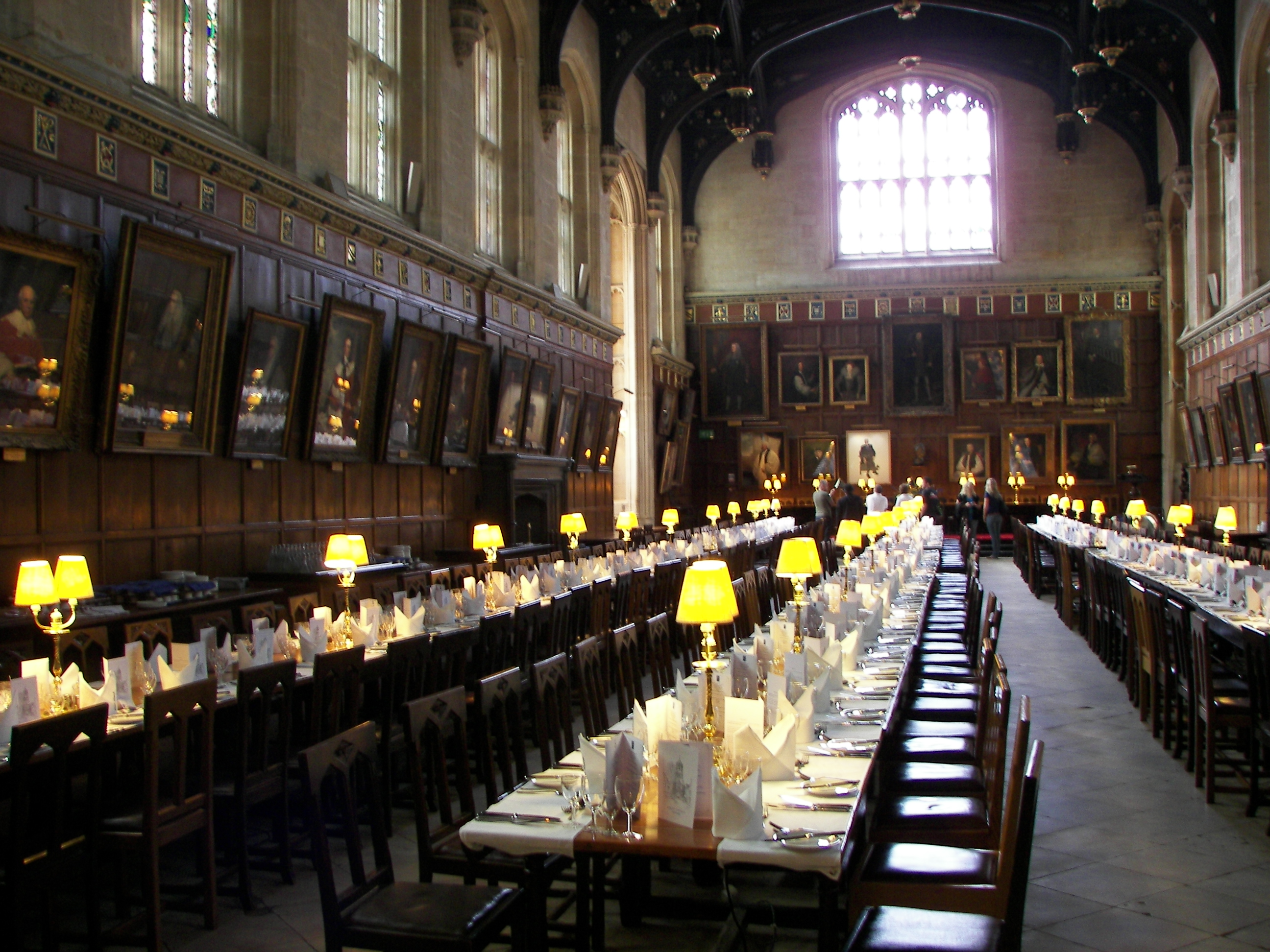
Christ Church, Oxford, dove Boult studiava prima del diploma 1908–12

Boult nacque a Chester, Cheshire, nel nord ovest dell'Inghilterra, secondo figlio e unico maschio di Cedric Randal Boult (1853-1950) e della moglie Katharine Florence "nata" Barman (d. 1927). Cedric Boult era un giudice di pace e un imprenditore di successo collegato ai trasporti a Liverpool e al commercio del petrolio; Cedric e la sua famiglia avevano "una visione liberale Unitaria degli affari pubblici" con una storia di filantropia. Quando Boult aveva due anni la famiglia si trasferì a Blundellsands, dove gli fu data una educazione musicale. Fin da piccolo frequentò i concerti a Liverpool, diretti per lo più da Hans Richter. Studiò alla Westminster School di Londra, dove nel suo tempo libero frequentava concerti diretti, tra gli altri, da Sir Henry Wood, Claude Debussy, Arthur Nikisch, Fritz Steinbach e Richard Strauss. Il suo biografo, Michael Kennedy, scrisse: "Pochi scolari possono aver frequentato il maggior numero di esibizioni di grandi artisti come ha sentito Boult tra il 1901 e l'ottobre 1908, quando salì al Christ Church di Oxford." Mentre era ancora uno scolaretto, Boult incontrò il compositore Edward Elgar attraverso Frank Schuster, un amico di famiglia.
Al Christ Church College di Oxford, dove era studente universitario nel periodo 1908-1912, Boult studiò storia, ma poi passò alla musica, dove il suo mentore era di musica l'accademico e direttore d'orchestra Hugh Allen. Tra gli amici musicisti che si fece a Oxford c'era Ralph Vaughan Williams, che divenne suo amico di una vita. Nel 1909 Boult presentò un documento a un gruppo di Oxford musicale, la Società Oriana, intitolato "Alcuni appunti sulle esecuzioni", in cui stabiliva tre precetti per una esecuzione ideale: il rispetto della volontà del compositore, la chiarezza attraverso l'equilibrio e la struttura e l'effetto della musica fatta senza sforzo apparente. Questi principi guida sono durati per tutta la sua carriera. Fu presidente del University Musical Club per l'anno 1910, ma i suoi interessi non erano solo confinati alla musica: era un vogatore appassionato, aveva molta cura della sua barca del college a Henley, e per tutta la vita rimase un membro del Leander Club.

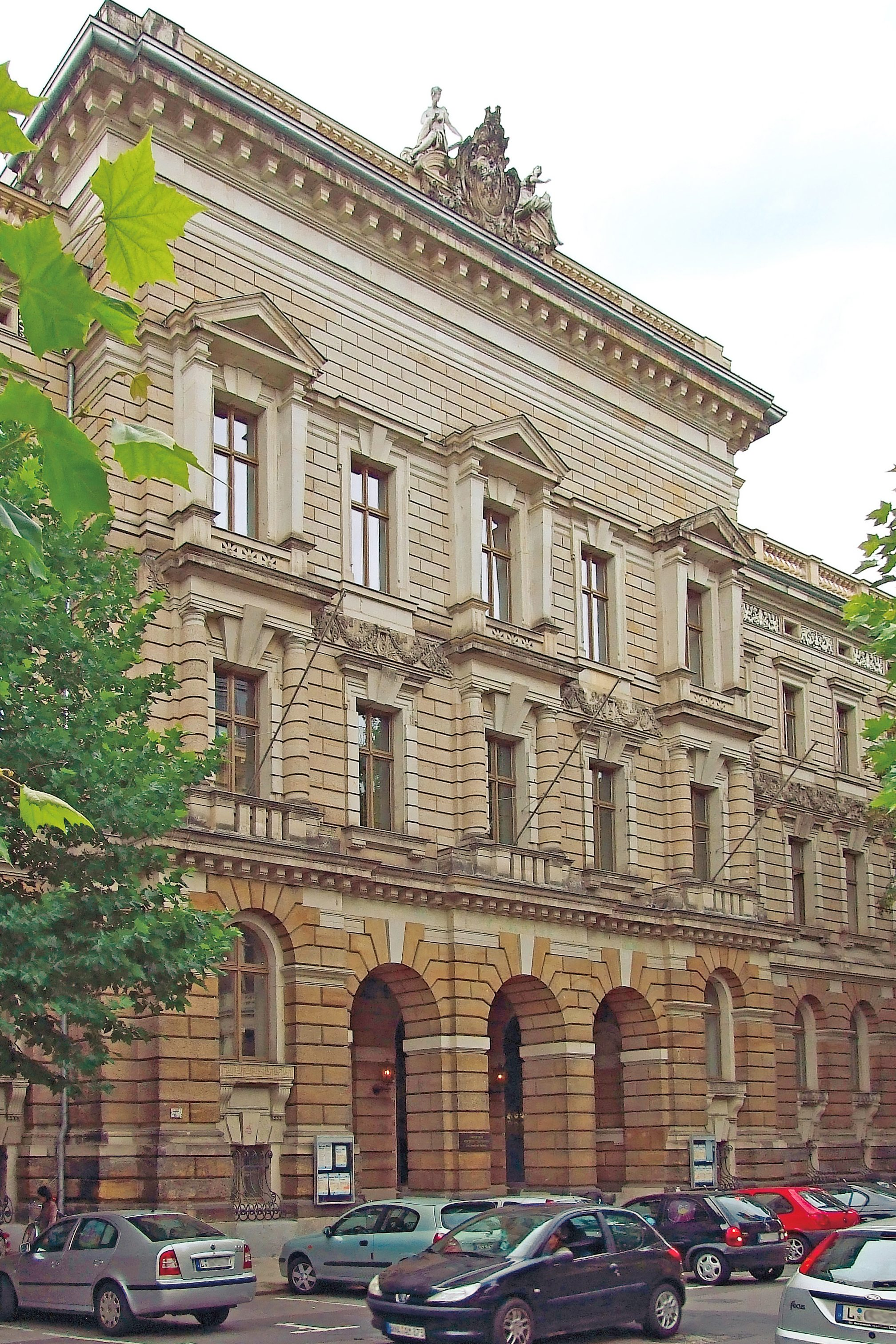
Conservatorio di Lipsia, dove studiò Boult, 1912–13

Boult si laureò nel 1912, con il livello minimo: "superato". Continuò la sua formazione musicale al Conservatorio di Lipsia nel 1912-1913. Il musicista Hans Sitt era responsabile della classe di direzione, ma ad influenzare principalmente Boult era Nikisch. In seguito ricordava, "sono andato a tutte le sue [di Nikisch] prove e concerti nelle Gewandhaus... Aveva una tecnica della bacchetta sorprendente e grande padronanza dell'orchestra: tutto veniva indicato con precisione assoluta. Ma ci furono altri che erano interpreti più grandi". Boult ammirava Nikisch "non tanto per la sua musicalità, ma per la sua straordinaria potenza nel dire quello che voleva con un pezzo di legno. Parlava molto poco". Questo stile andava d'accordo con l'opinione di Boult che "tutti i direttori devono essere rivestiti in un elmo magico invisibile che permette di godere della musica senza vedere nessuna delle buffonate che accadono". Cantò in rassegne corali e al Festival di Leeds del 1913, in cui ha osservò la direzione di Nikisch. Là fece la conoscenza di George Butterworth e altri compositori britannici. Nello stesso anno Boult fece parte dello staff musicale della Royal Opera House, Covent Garden, dove il suo lavoro più importante fu quello di assistere alla prima produzione inglese del Parsifal di Wagner, e fare "piccoli lavori, con sprazzi di luce", mentre Nikisch dirigeva il ciclo dell'L'anello del Nibelungo.

### Primo lavoro di direzione

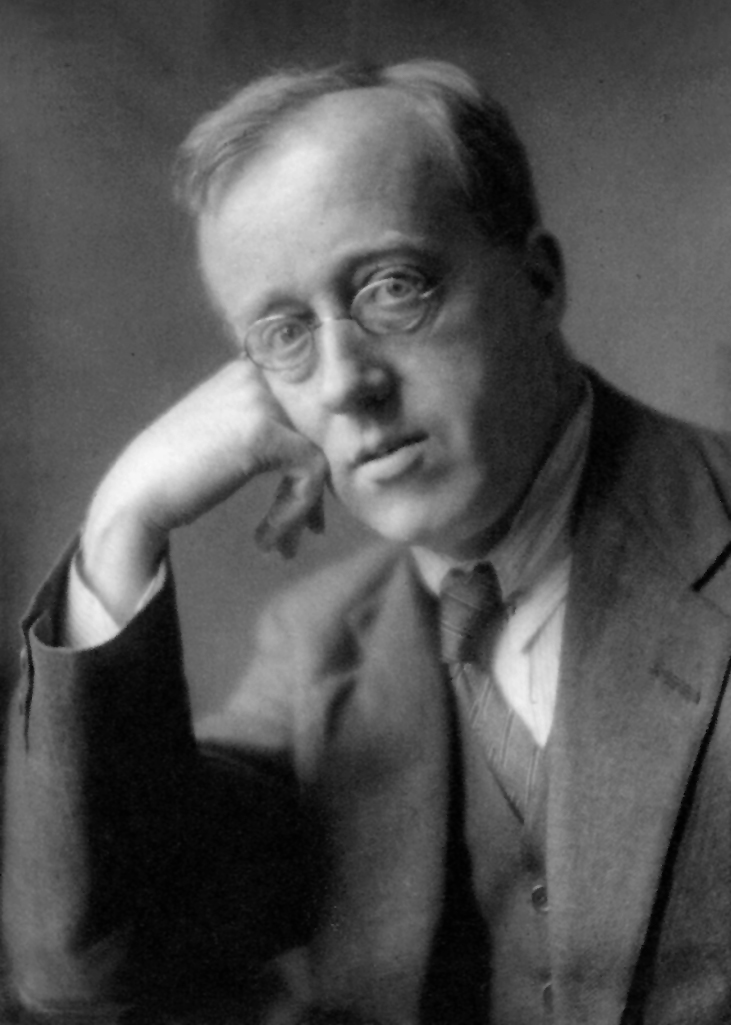
Gustav Holst, la cui suite The Planets Boult eseguì in anteprima nel 1918

Boult fece il suo debutto come direttore d'orchestra professionista il 27 febbraio 1914 alla West Kirby Public Hall, con i membri della Liverpool Philharmonic Orchestra. Il suo programma comprendeva opere orchestrali di Bach, Butterworth, Mozart, Schumann, Wagner e Hugo Wolf, intervallate da arie di Mozart e Verdi cantate da Agnes Nicholls. Boult fu dichiarato clinicamente inabile al servizio attivo durante la prima guerra mondiale e fino al 1916 prestò servizio come ufficiale attendente in una unità di riserva. Fu reclutato dal War Office come traduttore (parlava bene il francese, il tedesco e italiano). Nel suo tempo libero organizzò e diresse concerti, alcuni dei quali erano sovvenzionati dal padre, con le finalità di dare lavoro agli orchestrali e portare la musica ad un pubblico più ampio.
Poco prima dell'armistizio, Gustav Holst si precipitò nel mio ufficio: "Adrian, il YMCA mi sta inviando a Salonicco abbastanza presto e Balfour Gardiner, benedetto il suo cuore, mi ha dato un regalo d'addio costituito dalla Queen's Hall, pieno dell'Orchestra della Queen Hall per tutta una mattina di Domenica. Quindi stiamo andando a eseguire I Pianeti e tu sarai il direttore".
Adrian Boult
Nel 1918 Boult diresse la London Symphony Orchestra in una serie di concerti che comprendeva importanti lavori recenti britannici. Tra di loro ci fu la prima di una versione riveduta di A London Symphony di Vaughan Williams, una interpretazione che fu "piuttosto rovinata da un raid di Zeppelin". La sua più nota prima di questo periodo fu The Planets di Holst. Boult diresse la prima esecuzione il 29 settembre 1918 al un pubblico di circa 250 persone. Holst in seguito scrisse sulla sua copia della partitura, "Questa copia è di proprietà di Adrian Boult che per primo ha permesso ai pianeti di brillare in pubblico e in tal modo ha guadagnato la gratitudine di Gustav Holst."
Elgar era un altro compositore che aveva motivo di essere grato a Boult. La sua Seconda Sinfonia, fin dalla sua prima nove anni prima, era stata eseguita poche volte. Quando Boult la diresse alla Queen Hall nel marzo del 1920 a "grandi applausi" e con "entusiasmo frenetico", il compositore scrisse: "Con la musica nelle orecchie vi mando una parola di ringraziamento per la splendida esecuzione della sinfonia. ... sento che la mia reputazione in futuro è al sicuro nelle vostre mani ". Amico e biografo di Elgar, il violinista W.H. Reed, scrisse che le interpretazioni di Boult dei lavori trascurati di Elgar portarono "la grandezza e la nobiltà del suo lavoro" a una più ampia attenzione del pubblico.
Boult assunse una vasta gamma di lavori di direzione negli anni successivi alla guerra. Nel 1919 succedette ad Ernest Ansermet come direttore musicale della compagnia di balletto di Sergej Djagilev. Anche se Ansermet diede a Boult tutto l'aiuto che poteva nella sua preparazione, c'erano quattordici balletti in repertorio della compagnia - nessuno dei quali Boult conosceva. In un brevissimo periodo Boult fu costretto a padroneggiare partiture difficilissime, come Petruška, L'uccello di fuoco, Shéhérazade, La boutique fantasque e The Good-Humoured Ladies. Nel mese di giugno 1921, Boult diresse per Theodore Komisarjevsky e per la settimana sperimentale Opera Intime di Vladimir Rosing all'Aeolian Hall di Londra. Si è anche guadagnato un posto accademico. Quando Hugh Allen succedette a Sir Hubert Parry come direttore del Royal College of Music, invitò Boult per avviare una classe di esecuzione lungo le linee guida di Lipsia - la prima classe del genere in Inghilterra. Boult guidò le classi dal 1919 al 1930. Nel 1921 conseguì il Dottorato in musica.

### Birmingham

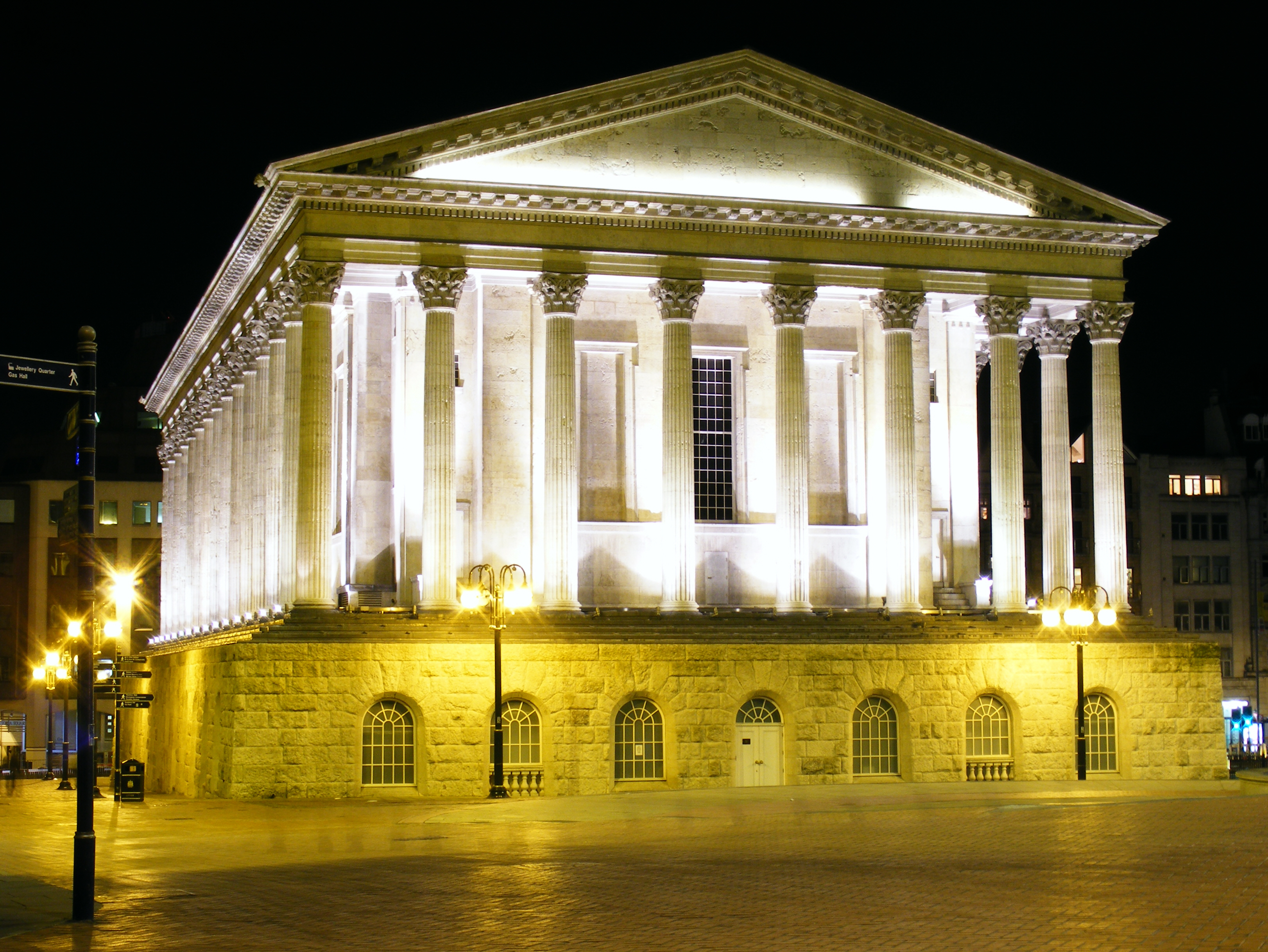
La base di Boult dal 1926 al 1930, Birmingham Town Hall

Nel 1923 Boult diresse la prima stagione dei concerti Robert Mayer per i bambini, ma la sua partecipazione alla stagione successiva fu impedita dalla sua nomina nel 1924 come direttore del Festival di Birmingham Choral Society. Ciò lo portò a diventare direttore musicale della City of Birmingham Orchestra, dove rimase in carica per sei anni, attirando vasta attenzione con i suoi programmi avventurosi.
Il vantaggio del posto a Birmingham era che per la prima volta nella sua vita Boult aveva la sua orchestra ed il controllo esclusivo della programmazione; l'unica volta nella sua vita, disse in seguito, in cui questo è stato così. Gli svantaggi erano che l'orchestra non era stata adeguatamente finanziata, le sedi disponibili (tra cui il Municipio) erano insoddisfacenti ed il critico musicale del Birmingham Post, A.J. Symons, era un costante spina nel fianco di Boult ed il locale pubblico dei concerti aveva gusti tradizionalisti. Nonostante questo conservatorismo, Boult programmò tutta la musica innovativa che gli era possibile, tra cui opere di Mahler, Stravinskij e Bruckner. Tali allontanamenti dal repertorio atteso dai frequentatori abitualli di concerti deprimevano gli incassi al botteghino, che richiedevano sussidi da parte di benefattori privati, tra cui la famiglia di Boult.
Mentre era a Birmingham Boult ebbe l'occasione di dirigere una serie di opere, principalmente con la British National Opera Company, per la quale diresse La Valchiria e Otello. Inoltre diresse una vasta gamma di opere di compositori come Purcell, Mozart e Vaughan Williams. Nel 1928 succedette a Vaughan Williams come direttore del Coro Bach di Londra, una carica che ha mantenuto fino al 1931.

### BBC Symphony Orchestra
Le visite a Londra dell'Orchestra Hallé ed in particolare la Filarmonica di Berlino sotto Wilhelm Furtwängler nel 1929, avevano evidenziato gli standard relativamente poveri delle orchestre di Londra. Sir Thomas Beecham e il direttore generale della BBC, Sir John Reith erano desiderosi di creare una orchestra sinfonica di prima classe e decisero in linea di principio di farlo congiuntamente. Solo un piccolo numero di orchestrali fondamentali furono ingaggiati prima che le trattative fallissero. Beecham si ritirò e con Malcolm Sargent presto istituì la rivale London Philharmonic Orchestra.
Nel 1930 Boult era tornato a Londra per succedere a Percy Pitt come direttore musicale alla BBC. Al momento di assumere l'incarico, Boult e il suo reparto reclutarono abbastanza musicisti per portare a compimento la nuova Orchestra BBC Symphony di 114 maestri professori. Un numero consistente di questi orchestrali si era esibito nel 1930 nei Promenade Concerts sotto Sir Henry Wood e la BBC Symphony Orchestra al completo diede il suo primo concerto il 22 ottobre 1930, condotto da Boult alla Queen Hall. Il programma prevedeva musiche di Wagner, Brahms, Saint-Saëns e Ravel.. Dei 21 programmi nella prima stagione dell'orchestra, Boult ne diresse nove e cinque Wood.

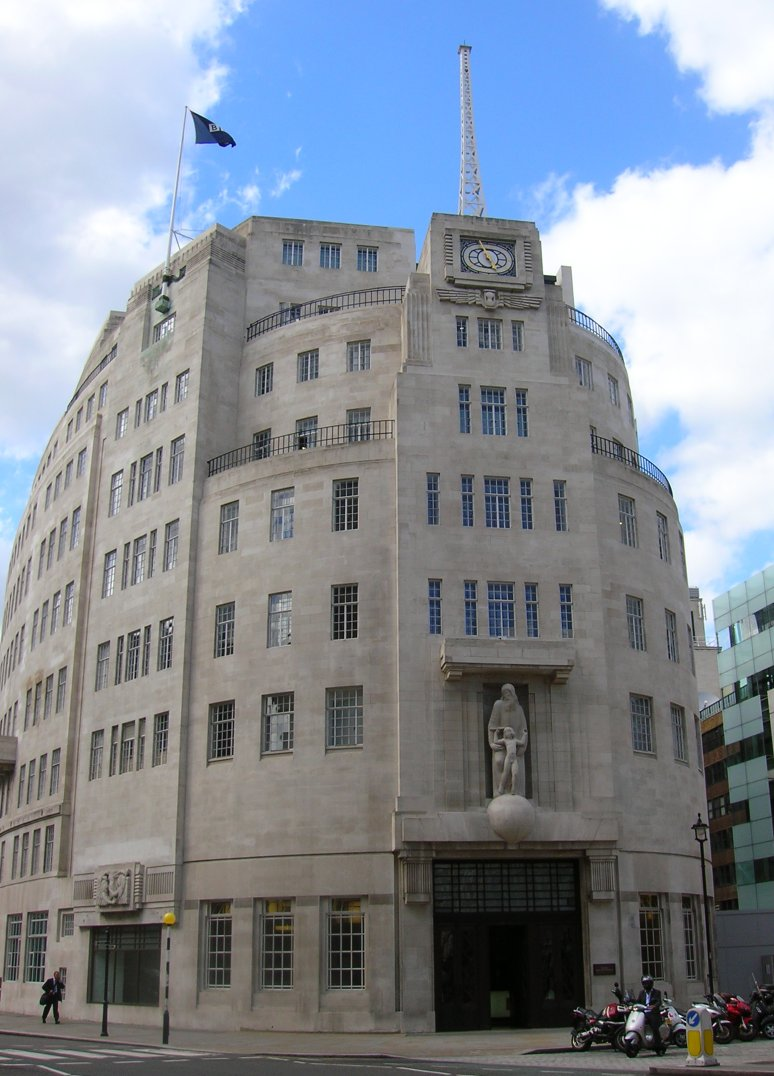
Broadcasting House, Londra, quartier generale della BBC, dove Boult fu direttore musicale dal 1930 al 1942

Le recensioni della nuova orchestra erano entusiaste. The Times scrisse della sua "virtuosità" e della "superba" conduzione di Boult. The Musical Times commentò: "Il vanto della B.B.C. che intendeva ottenere un'orchestra di prima classe, non è stato un anno di inattività" e parlò di "euforia" durante l'interpretazione. L'Observer chiamò le sue esecuzioni "assolutamente magnifiche", aggiungendo che Boult "merita un bello strumento di questo calibro per lavorare e l'orchestra merita un direttore della sua efficienza e intuizione." Dopo i concerti iniziali Reith si sentì dire dai suoi consiglieri che l'orchestra aveva suonato meglio per Boult che per chiunque altro. Reith gli chiese se voleva assumere un direttore della direzione d'orchestra e in caso affermativo se si sarebbe dimesso come direttore della musica o avrebbe occupare entrambi gli incarichi contemporaneamente. Boult optò per quest'ultima soluzione. Disse in seguito che questa era stata una decisione avventata e che lui non avrebbe potuto affrontare i due ruoli in una sola volta, senza gli sforzi del suo staff del dipartimento di musica, che comprendeva Edward Clark, Julian Erbe e Kenneth Wright.
Nel corso del 1930, la BBC Symphony Orchestra è diventata famosa per il suo elevato standard di esecuzione e per la capacità di Boult di interpretare musica nuova e insolita. Come Henry Wood prima di lui, Boult considerava suo dovere offrire le migliori esecuzioni possibili per una vasta gamma di compositori, compresi quelli le cui opere non erano personalmente a lui congeniali. Il suo biografo, Michael Kennedy, scrive che era breve l'elenco dei compositori le cui opere Boult rifiutò di dirigere, "ma sarebbe difficile dedurre chi fossero". Il lavoro pionieristico di Boult con la BBC comprese una esecuzione precoce delle Variazioni di Schönberg, op. 31, prime britanniche, tra cui l'opera di Alban Berg Wozzeck e tre movimenti dalla Suite lirica e prime mondiali, tra cui di Symphony No. 4 in fa minore di Vaughan Williams e il Concerto per due pianoforti di Bartók. Presentò la Nona Sinfonia di Mahler a Londra nel 1934 e il Concerto per orchestra di Bartók nel 1946. Boult invitò Anton Webern per condurre otto concerti della BBC tra il 1931 e il 1936.

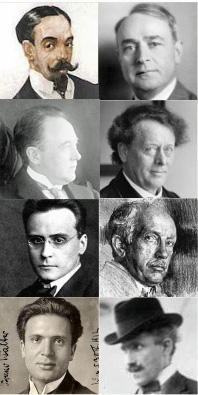
Direttori ospiti di Boult nel 1930: dall'alto a sinistra in senso orario, Beecham, Koussevitzky, Mengelberg, Richard Strauss, Toscanini, Walter, Webern, Weingartner.

L'eccellenza dell'orchestra di Boult attirava importanti direttori internazionali. Nella sua seconda stagione tra i direttori ospiti c'erano Richard Strauss, Felix Weingartner e Bruno Walter, seguiti nelle stagioni successive, da Serge Koussevitzky, Beecham e Willem Mengelberg. Arturo Toscanini, da molti considerato al momento come il più grande direttore del mondo, diresse l'orchestra della BBC nel 1935 e disse che era la più bella che avesse mai diretto. Tornò a dirigere l'orchestra nel 1937, 1938 e nel 1939.
Durante questo periodo, Boult accettò alcuni incarichi internazionali, come direttore ospite, con le orchestre Wiener Staatsoper, Boston Symphony e New York Philharmonic. Nel 1936 e nel 1937 diresse dei tour in Europa con la BBC Symphony Orchestra, dando concerti a Bruxelles, Parigi, Zurigo, Budapest e Vienna, dove furono particolarmente ben accolti. Durante gli anni della BBC, Boult non perse del tutto il contatto con il mondo dell'opera e le sue interpretazioni de La Valchiria al Covent Garden nel 1931 e del Fidelio al Teatro Sadler's Wells nel 1930 furono considerate eccezionali.
Per molti anni Boult era stato uno stretto amico del tenore Steuart Wilson e sua moglie Ann, nata Bowles. Quando, alla fine del 1920, Wilson iniziò a maltrattare la moglie, Boult prese le sue difese. Wilson divorziò nel 1931. Nel 1933, Boult stupì quelli che conoscevano la sua nota timidezza con le donne sposandola e diventando un patrigno molto amato per i suoi quattro figli; il matrimonio durò per il resto della sua vita. L'ostilità che questo provocò a Wilson successivamente ebbe alcune ripercussioni nella carriera di Boult. La stigmatizzazione del divorzio in Gran Bretagna nel 1930 influenzò la carriera di Wilson, ma non quella di Boult di: a Wilson fu impedito di dirigere nelle cattedrali inglesi al Three Choirs Festival ma Boult fu invitato a dirigere l'orchestra alla Westminster Abbey per l'incoronazione di Giorgio VI nel 1937.
Durante la seconda guerra mondiale la BBC Symphony Orchestra fu sfollata prima a Bristol, dove subì dei bombardamenti, e poi a Bedford. Boult si sforzava di mantenere gli standard ed il morale alto, dato che avevano perso artisti fondamentali. Tra il 1939 e la fine della guerra quaranta orchestrali erano rimasti in servizio attivo o in altre attività. Nel 1942 Boult si dimise da direttore musicale della BBC, pur rimanendo direttore principale della BBC Symphony Orchestra. Questa mossa costituì come un favore per il compositore Arthur Bliss in quanto gli fornì un posto di lavoro adatto a lui in tempo di guerra, che più avanti fu la rovina di Boult alla BBC. Nel frattempo realizzò registrazioni della Seconda Sinfonia di Elgar, I pianeti di Holst ed il lavoro di Vaughan Williams, A Masque for Dancing. Alla fine della guerra Boult "trovò un mutato atteggiamento verso l'orchestra nelle alte sfere della BBC". Reith non era più direttore generale e senza il suo appoggio Boult dovette lottare duramente per riportare l'orchestra alla sua gloria di prima della guerra.
Il 29 settembre 1946, Boult diresse la nuova Festival Overture di Britten, per inaugurare il terzo canale della BBC. Per questo canale culturale innovativo, Boult si impegnò in imprese pionieristiche tra cui la prima britannica della Terza Sinfonia di Mahler. The Times più tardi scrisse di questo periodo, "Il terzo canale non avrebbe forse avuto la portata che lo rese famoso nel mondo musicale senza Boult." Tuttavia, i giorni della BBC per Boult erano contati. Quando era stato nominato nel 1930, Reith gli aveva informalmente promesso che sarebbero stati liberi dalla regola della BBC che il personale deve andare in pensione a 60 anni. Ma Reith aveva lasciato la BBC nel 1938 e la sua promessa non aveva avuto alcuna rilevanza con i suoi successori. Nel 1948 Steuart Wilson fu nominato direttore musicale alla BBC, il posto precedentemente occupato da Boult e Bliss. Mise in chiaro fin dall'inizio della sua nomina che intendeva che Boult doveva essere sostituito come direttore principale e usò la sua autorità per insistere sul pensionamento forzato di Boult. Il direttore generale della BBC del momento, Sir William Haley, non era a conoscenza dell'animosità di Wilson contro Boult e successivamente riconobbe, in una trasmissione in omaggio a Boult, che egli "aveva dato retta a consigli sconsiderati nel mandarlo in pensione." Al momento del suo ritiro nel 1950, Boult aveva fatto 1.536 trasmissioni.

### London Philharmonic
Dopo che divenne chiaro che Boult avrebbe dovuto lasciare la BBC, Thomas Russell, l'amministratore delegato della London Philharmonic Orchestra (LPO), gli offrì il posto di direttore principale della LPO per succedere ad Eduard van Beinum. Nel 1930 la LPO prosperava, ma dopo la partenza di Beecham nel 1940, aveva lottato per sopravvivere. Boult era ben noto all'orchestra, essendo stato tra i musicisti che erano venuti in suo aiuto nel 1940. Fu assunto come direttore principale della LPO nel giugno del 1950, subito dopo aver lasciato la BBC e si gettò nel compito di ricostruirla. Nei primi anni della sua direzione le finanze della LPO erano in pericolo e Boult sovvenzionò l'orchestra con i propri fondi per un certo periodo. La necessità di guadagnare denaro costrinse l'orchestra a suonare molti più concerti rispetto ai suoi rivali. Nella stagione 1949-1950, la LPO diede 248 concerti, rispetto ai 55 dalla BBC Symphony Orchestra, i 103 dalla London Symphony Orchestra, e i 32 a testa delle orchestre Philharmonia e Royal Philharmonic.

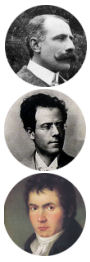
Le prime registrazioni di Boult con la LPO furono Elgar (alto), Mahler e Beethoven (basso).

Anche se aveva lavorato molto in studio per la BBC, Boult aveva, fino a questo punto, registrato solo una parte del suo vasto repertorio per il grammofono. Con la LPO iniziò una serie di registrazioni commerciali che continuarono in numero variabile per il tutto il resto della sua vita lavorativa. Le loro prime registrazioni insieme furono Falstaff di Elgar,  il Lieder eines fahrenden Gesellen di Mahler con il mezzo soprano Blanche Thebom, e la Prima Sinfonia di Beethoven.. Il lavoro della nuova formazione fu accolto con approvazione da parte dei critici. Dell'Elgar, il Gramophone scrisse, "non ho sentito nessun altro direttore accostarsi all'esecuzione [di Boult] ... La sua orchestra, adottata di recente, risponde mirabilmente". In The Manchester Guardian Neville Cardus scrisse, "Nessuno è più in grado di Sir Adrian Boult di esporre il contenuto sottilmente miscelato di questo capolavoro."
Nel gennaio 1951 Boult e la LPO fecero un tour in Germania, descritto da Kennedy come "estenuante", con 12 concerti in 12 giorni consecutivi. Le sinfonie che suonarono erano la Settima di Beethoven, la London, n. 104 di Haydn, la Prima di Brahms, la Quarta di Schumann e la Grande in do maggiore di Schubert. Le altre opere erano l'Ouverture e allegro di Elgar e The Perfect Fool ballet music di Holst, il Don Juan di Richard Strauss, e l'Uccello di Fuoco di Stravinsky.
Nel 1952, la LPO ha stipulò un contratto di cinque anni con la Decca Records, insolitamente gratificante per l'orchestra, in quanto pagava una commissione del 10 per cento sulla maggior parte delle vendite. Oltre a questo, Boult contribuì sempre, versando la sua parte di guadagno delle registrazioni nel fondo dell'orchestra. Nello stesso anno, la LPO superò una crisi quando Russell fu respinto come suo amministratore delegato. Era un membro dichiarato del partito comunista; quando iniziò la guerra fredda alcuni membri influenti del LPO ritennero che alcune conoscenze private di carattere politico di Russell compromettessero l'orchestra e fecero pressioni per il suo licenziamento. Boult, come direttore principale dell'orchestra, si schierò in difesa di Russell, ma quando si arrivò alla stretta finale Boult cessò di proteggerlo. Privato di un sostegno cruciale, Russell fu costretto ad andarsene. Kennedy ipotizza che il cambiamento di idea di Boult fosse a causa di una crescente convinzione che l'orchestra sarebbe stata "seriamente danneggiata finanziariamente" se Russell fosse rimasto al suo posto. Uno scrittore più tardi, Richard Witts, suggerì che Boult sacrificò Russell perché credeva che così facendo avrebbe aumentato la possibilità della LPO di essere nominata orchestra stabile al Royal Festival Hall.
Nel 1953 Boult, ancora una volta, si assunse l'incarico della musica orchestrale in un'incoronazione, dirigendo un ensemble costituito da orchestre del Regno Unito per l'incoronazione di Elisabetta II. Nel corso della cerimonia, diresse la prima esecuzione di un Processionale di Bliss e la marcia di Walton Orb and Sceptre. Nello stesso anno tornò ai Proms dopo un'assenza di tre anni, dirigendo la LPO. Le critiche furono miste: The Times trovò una sinfonia di Brahms "piuttosto incolore, imprecisa e poco interessante", ma elogiò Boult e l'interpretazione dell'orchestra de I pianeti. Nello stesso anno l'orchestra celebrò il suo 21º compleanno, dando una serie di concerti al Festival Hall e alla Royal Albert Hall in cui Boult fu affiancato da direttori ospiti tra cui Paul Kletzki, Jean Martinon, Hans Schmidt-Isserstedt, Georg Solti, Walter Susskind e Vaughan Williams.
Nel 1956 Boult e la LPO visitarono la Russia. Boult non avrebbe voluto andare in tour perché volare gli faceva male alle orecchie e i lunghi viaggi di terra gli facevano male alla schiena. La autorità sovietiche minacciarono di annullare il tour se lui non dirigeva ed egli si sentì in dovere di andare. La LPO diede nove concerti a Mosca e quattro a Leningrado. Assistenti conduttori di Boult erano Anatole Fistoulari e George Hurst. I quattro programmi di Mosca di Boult comprendevano la Quarta e la Quinta Sinfonia di Vaughan Williams, I Pianeti di Holst, il Concerto per violino di Walton  (con Alfredo Campoli come solista), e la Sinfonia Grande in do maggiore di Schubert. Mentre a Mosca Boult e sua moglie visitarono il Teatro Bol'šoj e furono ospiti per la festa dei 50 anni del compositore Dmitrij Dmitrievič Šostakovič.
Dopo il tour russo, Boult comunicò alla LPO che intendeva dimettersi da direttore d'orchestra principale. Continuò ad esserlo finché il successore William Steinberg non assunse l'incarico, nel 1959. Dopo le dimissioni improvvise di Andrzej Panufnik dalla City of Birmingham Symphony Orchestra (CBSO), Boult ritornò come direttore principale della CBSO per la stagione 1959-1960. Questa fu la sua ultima direzione d'orchestra, anche se rimase strettamente associato con la LPO come suo presidente e direttore ospite fino al suo pensionamento.

### Anni avanzati
Dopo le dimissioni dal responsabile della direzione orchestrale della LPO Boult fu, per alcuni anni, meno richiesto in studio di registrazione e in concerto. Tuttavia fu invitato a dirigere a Vienna, Amsterdam e Boston. Nel 1964 non fece registrazioni, ma nel 1965 iniziò una collaborazione con Lyrita records, un'etichetta indipendente specializzata in musica britannica. Nello stesso anno riprese a registrare per la EMI dopo una pausa di sei anni. Le celebrazioni per il suo ottantesimo compleanno nel 1969 contribuirono a risollevare il suo profilo nel mondo musicale. Dopo la morte del suo collega Sir John Barbirolli, nel 1970, Boult veniva visto come "l'unico superstite di una grande generazione" e un legame vivente con Elgar, Vaughan Williams e Holst. Queste le parole usate dal Guardian, "fu proprio quando raggiunse la fine dei settant'anni che si sviluppò il periodo finale e più glorioso della sua carriera." Cessò di accettare gli inviti all'estero, ma diresse nelle principali città britanniche, così come al Festival e all'Albert Hall ed iniziò quella che viene spesso chiamata la sua "estate di San Martino" in sala da concerto e in studio di registrazione. È stato descritto in un film del 1971 La punta della bacchetta, in cui ha illustrato la sua tecnica di conduzione con esempi musicali.
Nel corso di una sessione di registrazione di riserva nell'agosto del 1970 Boult registrò la Sinfonia n. 3 di Brahms. Questa fu ben accolta e lo portò ad una serie di registrazioni di Brahms, Wagner, Schubert, Mozart e Beethoven.
Il suo repertorio in generale era molto più ampio di quanto la sua discografia potesse suggerire. Era un frustrazione per lui venire raramente invitato a dirigere nei teatri d'opera e apprezzò l'opportunità di registrare ampi stralci dalle opere di Wagner nel 1970. Dopo aver diretto diversi balletti al Covent Garden nel corso del 1970, Boult diede la sua ultima esecuzione pubblica del balletto di Elgar The Sanguine Fan per il London Festival Ballet al London Coliseum, il 24 giugno 1978.
La sua ultima registrazione, completata nel dicembre del 1978, fu di musiche di Hubert Parry. Boult si ritirò formalmente dalla direzione nel 1981 e morì a Londra nel 1983, all'età di 93 anni.

## Talento musicale
Una revisione in The Observer di secondo concerto di Londra del Boult, nel 1918, ha detto, "Avendo, a quanto pare, una conoscenza approfondita del lavoro, era contento che esso parlasse da solo, senza ricorrere a quegli aiuti per il successo, che sono una tentazione costante per i direttori. "Sessantacinque anni dopo, in un necrologio in suo onore, Peter Heyworth scrisse sullo stesso giornale: "Da Nikisch aveva presto acquisito una tecnica immacolata della bacchetta ed era assai caustico sui direttori che usavano la loro anatomia per indicare le loro esigenze artistiche... In una professione dominata da ego gonfiati e da imbroglioni da circo Boult portò una onestà rara in tutto quello in cui si impegnò."
Kennedy, biografo di Boult, fece questa sintesi: "Nella musica che ammirava di più, Boult era spesso un grande direttore d'orchestra, nell'altra uno estremamente coscienzioso... se dal di dietro sembrava poco emozionante e freddo, gli orchestrali potevano vedere l'animazione sul suo volto - ed era capace di scoppi d'ira spaventosi alle prove. Alto ed eretto, con qualcosa del militare nel suo aspetto... sembrava la personificazione del gentiluomo inglese, ma i destinatari della sua arguzia pungente o del suo occasionale sarcasmo, sapevano che questo non era il quadro completo". Il Dizionario di Groove allo stesso modo scrisse di lui:
Boult, a differenza di molti suoi contemporanei, preferiva la disposizione tradizionale dell'orchestra, con i primi violini alla sinistra del direttore e i secondi a destra. Della pratica di raggruppare tutti i violini insieme a sinistra, scrisse: "La nuova disposizione è, lo ammetto, più facile per il direttore e i secondi violini, ma sono fermamente convinto che i secondi violini stessi suonino molto meglio a destra... Quando la nuova moda ci ha raggiunto da qualche parte dell'America nel 1908 è stata adottata da alcuni direttori, ma Richter, Weingartner, Walter, Toscanini e molti altri hanno mantenuto ciò che considero il giusto equilibrio."
Questa cura per l'equilibrio è una caratteristica importante di Boult di fare musica. Gli orchestrali nei decenni hanno sottolineato la sua insistenza sul fatto che ogni parte importante dovrebbe essere ascoltata senza difficoltà. La sua prima viola della BBC scrisse nel 1938, "Se un orchestrale dei legni si lamenta del fatto che egli ha già soffiato 'fino a scoppiare' ci sono problemi per qualcuno." Il trombonista Ray Premru scrisse quarant'anni dopo, "Uno della vecchia scuola, come Boult, è così rinfrescante perché ridurrà il livello dinamico - 'No, no, pianissimo, archi, lasciate che sia attraverso il solista, meno da chiunque altro.' Questa è la vecchia idea di equilibrio ".
Come educatore Boult ha influenzato diverse generazioni di musicisti, a cominciare dalla sua classe di direzione al Royal College of Music di Londra, che tenne dal 1919 al 1930. Poiché tali classi non si erano avute prima in Gran Bretagna, Boult "creò il suo curriculum da dalla sua esperienza personale.... Da quella prima piccola classe venne tutto il seguito della formazione per i direttori di tutta la Gran Bretagna. "Nel 1930 Boult organizzò una serie di conferenze "per i direttori" presso la sua casa di campagna vicino a Guildford, a volte aiutato da Vaughan Williams che viveva a poche miglia di distanza. Dal 1962 al 1966 ancora una volta insegnò al Royal College of Music. Più tardi nella vita, fece il tempo per i giovani direttori che cercavano il suo consiglio. Tra coloro che hanno studiato con lui o sono stati influenzati da Boult c'erano Colin Davis, James Loughran,  Richard Hickox e Vernon Handley. L'ultimo non era solo un allievo di Boult, ma è stato suo assistente musicale in molte occasioni.

## Onori e memoriali

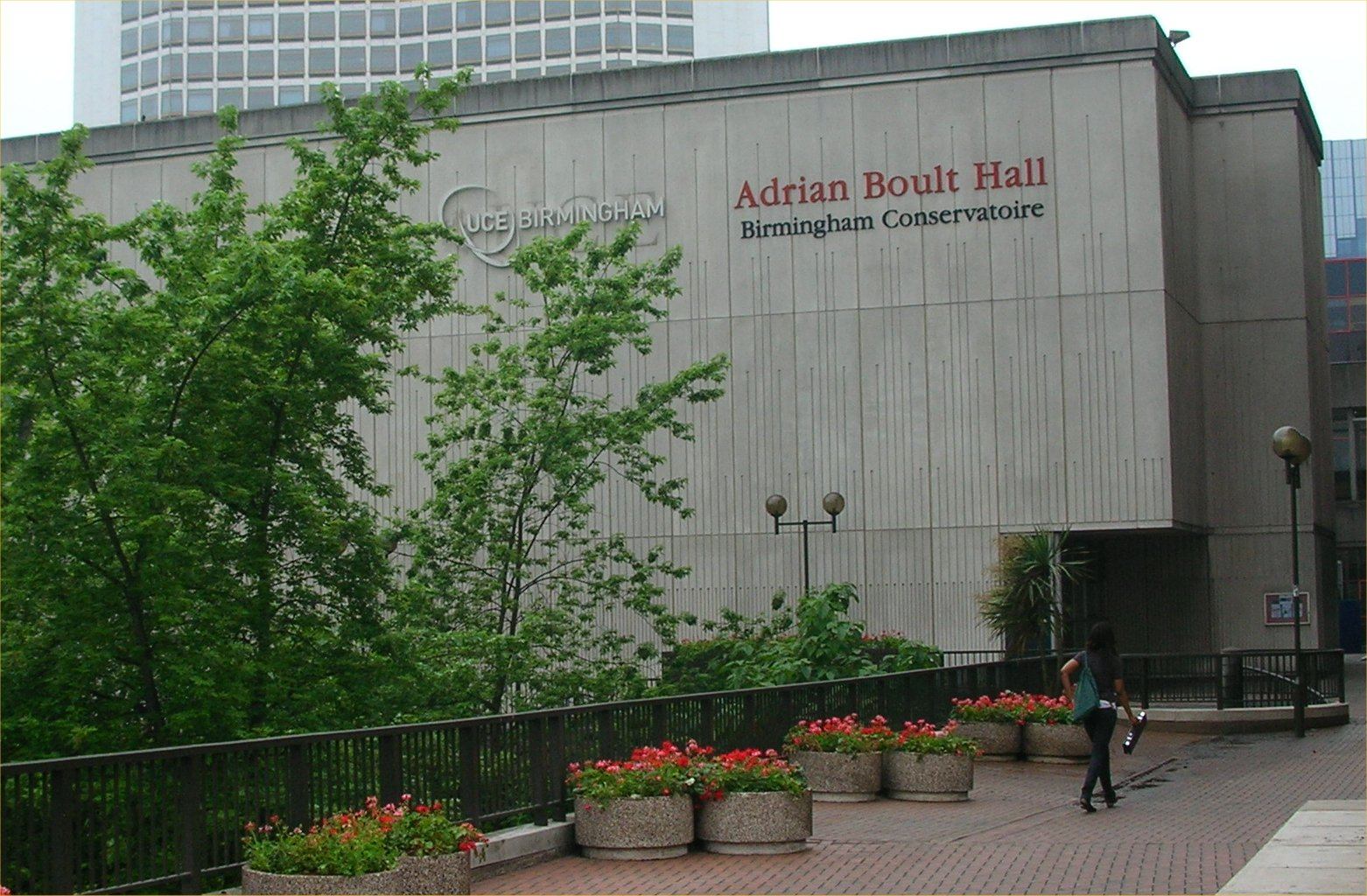
Adrian Boult Hall, Birmingham

Boult fu nominato cavaliere nel 1937 e fu fatto Companion of Honour (CH) nel 1969. Ricevette la medaglia d'oro della Royal Society Philharmonic nel 1944 e la medaglia dell'Harvard Glee Club (congiuntamente ad Vaughan Williams) nel 1956. Ricevette lauree honoris causa e borse di studio da 13 università e conservatori. Nel 1951 fu invitato ad essere il primo presidente della Società Elgar. Nel 1959 fu nominato presidente della Royal Scottish Academy of Music.
La vecchia scuola di Boult, Westminster, dispone di un centro musicale che porta il suo nome in suo onore e il Conservatorio di Birmingham, un dipartimento della Birmingham City University, comprende nel suo edificio principale la Adrian Boult Hall. La sala viene utilizzata per concerti di musica classica, altri spettacoli musicali e conferenze.
Nel numero di giugno 2013 del Gramophone Boult è stato aggiunto al Hall of rivista of Fame che riconosce i musicisti che hanno avuto un impatto duraturo sul mondo della musica classica registrata.

## Registrazioni
Boult era un artista discografico prolifico. A differenza di molti musicisti, si sentiva a casa in studio di registrazione ed era felice di lavorare senza un pubblico. La sua carriera discografica si estende dai tempi della registrazione acustica fino all'inizio dell'era digitale. La sua ultima registrazione de I pianeti fatta nel maggio del 1978 fu registrata col suono digitale sperimentale, anche se i problemi tecnici portarono EMI a pubblicare una versione analogica.
Le registrazioni di Boult si dividono in tre periodi principali. Nel primo, dal 1920 al fine del 1940, ha registrato quasi esclusivamente per la HMV. Negli anni 1950 e 1960, c'era una domanda inferiore da parte delle maggiori etichette discografiche e anche se fece un considerevole numero di dischi per la Decca, incise soprattutto per le etichette più piccole, soprattutto Pye Nixa. Il suo ultimo periodo, dalla metà degli anni 1960, a volte indicato come la sua primavera di San Martino, incise ancora una volta con la HMV. Con i suoi collaboratori regolari il produttore Christopher Bishop e l'ingegnere Christopher Parker fece più di sessanta incisioni, ri-registrando gran parte del suo repertorio in stereo. Aggiunse anche molte opere alla sua discografia che non aveva registrato prima.
Dei compositori britannici, Boult registrò moltissimo e talvolta ri-registrò le grandi opere di Elgar e Vaughan Williams. Incise tutte le otto sinfonie allora esistenti di Vaughan Williams per la Decca nel 1950 con la LPO, alla presenza del compositore. Il produttore della registrazione, John Culshaw, scrisse che il compositore, "disse molto poco durante le sedute perché era totalmente favorevole all'approccio di Sir Adrian alla sua musica." Vaughan Williams avrebbe dovuto essere presente per la prima registrazione della sua Nona, per la Everest Records nel 1958, ma morì la sera prima che la seduta avesse luogo; Boult registrò una breve introduzione come tributo commemorativo. Tutte queste registrazioni sono state ristampate su CD. Nel 1960 Boult ri-registrò le nove sinfonie per la EMI.
Altri compositori britannici che appaiono in modo significativo nel discografia di Boult sono Holst, Ireland, Parry, e Walton. Nonostante la sua fama di pioniere in Gran Bretagna delle opere della Seconda Scuola di Vienna ed altri compositori d'avanguardia, le case discografiche, a differenza della BBC, furono caute nel registrare Boult in questo repertorio e una sola registrazione di un pezzo di Berg rappresenta questo aspetto del suo lavoro. Nel cuore del repertorio orchestrale continentale, le registrazioni di Boult delle quattro sinfonie di Brahms e la Grande Sinfonia di Schubert in do maggiore furono famose nel corso della sua vita e sono rimaste nei cataloghi durante tre decenni dopo la sua morte. Molto avanti nella sua carriera discografica incise quattro dischi di brani tratti da opere di Wagner, che ricevettero grande plauso della critica. L'ampiezza eccezionale del repertorio di Boult fece sì che alcune registrazioni molto stimate di alcuni lavori non fossero immediatamente riconducibili a lui, tra questi ci sono versioni della Sinfonia di Franck (registrata nel 1959), il Concerto per violoncello di Dvořák con Mstislav Rostropovich (1958), e una registrazione pionieristica della Terza Sinfonia di Mahler registrata dal vivo nel 1947.

## Pubblicazioni
Boult scrisse articoli su una vasta gamma di questioni musicali. 
Essi comprendono un necrologio di Nikisch (Music and Letters, Vol. 3, No. 2 (aprile 1922), pp. 117–121); Casals come Direttore (Music and Letters, Vol 4 (1923), pp 149–52); Rosé e la Filarmonica di Vienna (Musica e lettere, Vol 32, No. 3 (luglio 1951), pp 256–57); e un necrologio di Toscanini per The Musical Times (marzo 1957, pp. 127–28)
Boult scrisse libri sulla musica lungo tutto l'arco della sua carriera. Nessuno era in stampa nell'aprile 2010. Essi sono i seguenti:
- Boult on Music: Words from a Lifetime's Communication, London, Toccata Press, 1983, ISBN 0-907689-03-5.
- A Handbook on the Technique of Conducting, 7th, Oxford, Hall, 1951  [1920], OCLC 155756343.
- My Own Trumpet [autobiography], London, Hamish Hamilton, 1973, ISBN 0-241-02445-5.
- The St. Matthew Passion: its preparation and performance, London, Novello, 1949, OCLC 1547942. (with Walter Emery)
- Thoughts on Conducting, London, Phoenix House, 1963, OCLC 892145.